# Chatilla van Grinsven
Pour les articles homonymes, voir Van Grinsven.
Chatilla van Grinsven, née le 23 février 1991 à Helmond, Pays-Bas, est une basketteuse néerlandaise.

## Biographie
Chatilla van Grinsven effectue sa scolarité aux États-Unis. Après le lycée, elle étudie l'économie et le business à l'université d'État du Colorado, (à 10,6 points, 6,4 rebonds, et 1,3 passe décisive en 2010-2011), puis à la faculté catholique Saint-Joseph de Philadelphie avec 14,9 points et 10,4 rebonds par match. Non draftée, elle est testée par le Sun du Connecticut en 2013 mais non conservée. Elle signe son premier contrat professionnel avec Bourges. En avril 2014, elle signe son meilleur match de la saison face à Montpellier avec 10 points (à 5 sur 7), 4 rebonds et une interception en seulement 8 minutes. Elle n'est pas conservée une seconde saison par le club du Berry.
Elle est fondatrice de la "Children’s Hope United Foundation", une association qui vise à apporter de l’aide aux enfants orphelins du Maroc.
En 2013-2014, elle accroche avec Bourges la quatrième place de l'Euroligue, jouant 14 matches pour 1,9 point, 1,5 rebond et 0,3 passe décisive de moyenne. Bourges remporte en 2014 sa huitième coupe de France face à Villeneuve-d'Ascq par 57 points à 48.
En juin 2014, elle signe pour le club promu de ligue turque Ormanspor. Ses statistiques sont de 10,1 points et 5,6 rebonds puis elle signe durant l'été 2015 pour le club français d'Arras.
Au début de la saison 2017-2018, elle joue pour Galatasaray, puis se retrouve en Italie au club de Broni (13,4 points et 8,4 rebonds). Pour l'année suivante, elle s'engage pour le club espagnol de l’université de Ferrol.

## Équipe nationale
À l'Euro 2011 des moins de 20 ans, ses statistiques sont de 12,6 points et 11,6 rebonds de moyenne.

## Palmarès
- Vainqueur Coupe de France : 2014